# Comedy Central
Comedy Central (1991: CTV: The Comedy Network; wcześniej stylizowany na COMEDY ꓶⱯꓤꓕNƎꓛ) – amerykański kanał telewizyjny o profilu komediowym, który dostępny jest w Stanach Zjednoczonych i w Europie. Kanał prezentuje seriale oraz programy satyryczne.
Europejskie państwa, w których nadawany jest kanał to: Niemcy, Holandia, Włochy, Polska, Szwecja oraz Węgry. Ponadto od 1 kwietnia 2009 nadawany jest w Nowej Zelandii.
Kanał rozpoczął nadawanie 1 kwietnia 1991 roku z połączenia wcześniejszych programów The Comedy Channel (należącego do Time Warner) i Ha! (należącego do Viacom), pierwotnie pod nazwą CTV: The Comedy Network. 1 czerwca tego samego roku kanał zmienił swoją nazwę na Comedy Central, żeby zapobiec problemom z kanadyjską CTV, która została ostatecznie partnerem kanału w zakresie treści za pośrednictwem stacji komediowej The Comedy Network (obecnie CTV Comedy Channel).
W kwietniu 2003 roku Viacom wykupił za 1,23 mld dolarów należące do AOL Time Warner udziały i stał się wyłącznym właścicielem kanału.

## Logo
| 13 listopada 2000 – 31 grudnia 2010 | Czerwone logo Comedy Central, na ekranie półprzezroczyste. Znajdowało się w prawym dolnym rogu ekranu. Czarne logo Comedy Central, na ekranie logo jest żółte. Znajdowało się w prawym górnym rogu ekranu. |  |
| 1 stycznia 2011 – 28 lipca 2018     | Takie samo, jak poprzednie, lecz na ekranie jest szare i lekko przeźroczyste. Znajduje się w lewym górnym rogu ekranu.                                                                                     |  |
| od 29 lipca 2018                    | Takie samo, jak poprzednie, lecz na ekranie jest szare i połprzeźroczyste. |  |